# Lucia Ferretti
Lucia Ferretti (1958 -) est une historienne et professeure québécoise. Elle enseigne au département des sciences humaines de l'Université du Québec à Trois-Rivières.  

## Biographie
Fille de la militante indépendantiste Andrée Ferretti et d’un père immigrant italien, Lucia Ferretti est surtout une spécialiste de l'histoire socio-religieuse du Québec, tout particulièrement de la protection sociale des jeunes (orphelins, jeunes vivant avec des incapacités intellectuelles, adolescents à risque de délinquance) dans la période de transition vers l'État providence. 
Elle a aussi publié des ouvrages sur l'histoire de Trois-Rivières et en histoire intellectuelle. 
En 2011, elle a reçu le prix Gérard-Parizeau pour ses travaux en histoire socio-religieuse. 
Entre 2014 et 2018, elle a tenu une chronique régulière, intitulée "Le démantèlement de la nation" dans la revue L'Action nationale. À l'aide d'une lecture attentive des journaux, elle y a analysé d'une part les relations fédérales-québécoises dans les dernières années du gouvernement Harper et les premières du gouvernement Trudeau fils; et, d'autre part, les effets sur l'État québécois de l'administration du gouvernement libéral de Philippe Couillard. 
En 2024, elle a obtenu le titre de professeure émérite à l'occasion de la Cérémonie Dinstinction UQTR. 

## Ouvrages publiés
- Entre voisins. La société paroissiale en milieu urbain : Saint-Pierre-Apôtre de Montréal, 1848-1930, Montréal, Boréal,1992
- L'Université en réseau. Les 25 ans de l'Université du Québec, Sillery, PUQ,1994
- Brève histoire de l'Église catholique au Québec, Montréal, Boréal,1999
- « C'est à Moi que vous l’avez fait » : Histoire des Dominicaines de Trois-Rivières, Sillery, Septentrion, 2002
- Ursulines de Trois-Rivières. Collège classique et collégiennes (avec Louise-Hélène Albert et Valéry Colas), Québec, éditions Anne-Sigier, 2006.
- Nouvelles Pages trifluviennes (Jean Roy et Lucia Ferretti, dir.), Québec, Septentrion, 2009.
- Duplessis, son milieu, son époque (Xavier Gélinas et Lucia Ferretti, dir.), Québec, Septentrion, 2010.
- Du « devoir de charité » aux « droits à l'aide publique » : la naissance de l'État providence au Québec, Université de Montréal, Les Conférences Gérard-Parizeau, 2011.
- Histoire de l'hôpital Sainte-Anne de Baie-Saint-Paul. "Dans Charlevoix, tout se berce", (Margaret Porter et Lucia Ferretti), Québec, Septentrion, 2014.
- L'Action nationale. Le long combat pour le Québec, Montréal, Del Busso éditeur, 2019.
- Les enjeux d'un Québec laïque. La loi 21 en perspective, (Lucia Ferretti et François Rocher, dir.), Montréal, Del Busso éditeur, 2020
- Plus d'une vingtaine de chapitres savants dans des ouvrages collectifs.

## Revues et journaux
Plus d'une vingtaines d'articles  avec comités de pairs dans différentes revues savantes, parmi lesquelles:
- Revue d'histoire de l'Amérique française
- Annales de Bretagne et des pays de l'Ouest
- Bulletin d'histoire politique
- Nouvelles Pratiques sociales

Une trentaine d'articles dans diverses revues intellectuelles ou professionnelles, parmi lesquelles:
- L'Action nationale
- Revue du Consortium national de recherche sur l'intégration sociale

## Honneurs
- Médaille de l'UQTR, 2024[2].
- Prix d'excellence en recherche de l'Université du Québec à Trois-Rivières, 2013.
- Prix Gérard-Parizeau, 2011.
- Prix d'excellence de l'Association des musées canadiens, catégorie "Expositions", 2007. (pour l'exposition "Une histoire de solidarité", présentée au Musée québécois de culture populaire de Trois-Rivières en 2006)
- Prix Guy-et-Lilianne-Frégault de l'Institut d'histoire de l'Amérique française, 2003. (pour l'histoire du Patronage Saint-Charles de Trois-Riviêres)
- Prix Michel-Brunet de l'Institut d'histoire de l'Amérique française, 1992 (Pour Entre voisins)
- Prix de la meilleure thèse de doctorat de l'UQAM, 1990